# Plaza Gomila
La plaza Gomila es una plaza situada en el barrio de El Terreno de la ciudad de Palma de Mallorca, capital de las Islas Baleares, en España. Está localizada cerca del puerto y del paseo Marítimo, atravesada transversalmente por la avenida de Joan Miró. La plaza Gomila es un pequeño pero compacto centro de la vida nocturna de la ciudad, los clubes, bares y shows atraen tanto gente local como internacional.
El barrio en el que se encuentra la plaza, El Terreno, sufrió un gran cambio a nivel urbanístico y social. Durante años fue lugar de residencia y de ocio de la jet set palmesana, si bien la falta de control urbanístico transformaron al barrio en un lugar de contrastes. 
Tiempo atrás, la zona que englobaba El Terreno y la plaza era como un pequeño pueblo dentro de la ciudad. El Terreno era un barrio con parroquia, pequeñas escuelas (como La Inmaculada y la escuela francesa) y casas de todo tipo (antiguos chalets o pequeños edificios entre otros) habitadas por extranjeros y familias mallorquinas, y en algunos casos, por gente conocida. A día de hoy ha sufrido un gran cambio debido a la marcha de las discotecas y hoteles, al ser más barata la zona los hoteles han pasado a convertirse de grandes edificios dedicados al ocio a bloques en los que el 73% de la población es inmigrante, según el estudio realizado por el Institut de Analització de Barris Mallorquíns. A día de hoy, junto con la zona sur de Son Espanyolet y Son Gotleu es de los barrios con más trata de drogas y prostitución de Mallorca, y junto a Son Espanyolet ocupan el número 32 de barrios más peligrosos de España.

## Historia
El Terreno (con la plaza Gomila), a finales del siglo XIX tenía el aspecto de un barrio de recreo. En esta época, la familia Gomila se construyó una casa allí para pasar las vacaciones. Los señores Gomila decidieron ceder un espacio de su solar al Ayuntamiento de Palma de Mallorca para que sus hijos y otros niños jugaran y pasasen el tiempo. Este nuevo espacio fue llamado "Sa Placeta". Después de unos años, la familia Gomila se fue a vivir a Santiago de Cuba y su casa, años después, se convirtió en la antigua sala de fiestas Tito's. Sobrevivió unos años más "Sa Placeta", configurada por bancos de piedra entre columnas. Nada queda de ello. En esta misma plaza habitaron algunos personajes famosos como el pintor Santiago Rusiñol.